# Birulatus
Genre
Birulatus est un genre de scorpions de la famille des Buthidae.

## Distribution
Les espèces de ce genre se rencontrent en Jordanie, en Palestine, en Israël et en Syrie.

## Liste des espèces
Selon The Scorpion Files (19/03/2021) :
- Birulatus astartiae Stathi & Lourenço, 2003
- Birulatus haasi Vachon, 1974
- Birulatus israelensis Lourenço, 2002
- Birulatus jordanensis Lourenço, Al-Saraireh, Afifeh, Baker, Bader-Katbeh & Amr, 2021

## Étymologie
Ce genre est nommé en l'honneur d'Alexei Andreevich Byalynitsky-Birula.

## Publication originale
- Vachon, 1974 : « Étude des caractères utilisés pour classer les familles et les genres de Scorpions (Arachnides). 1. La trichobothriotaxie en arachnologie. Sigles trichobothriaux et types de trichobothriotaxie chez les scorpions. » Bulletin du Muséum national d'histoire naturelle, Zoologie, sér. 3, vol. 104, no 140, p. 857-958 (texte intégral).